# Matthias Heider

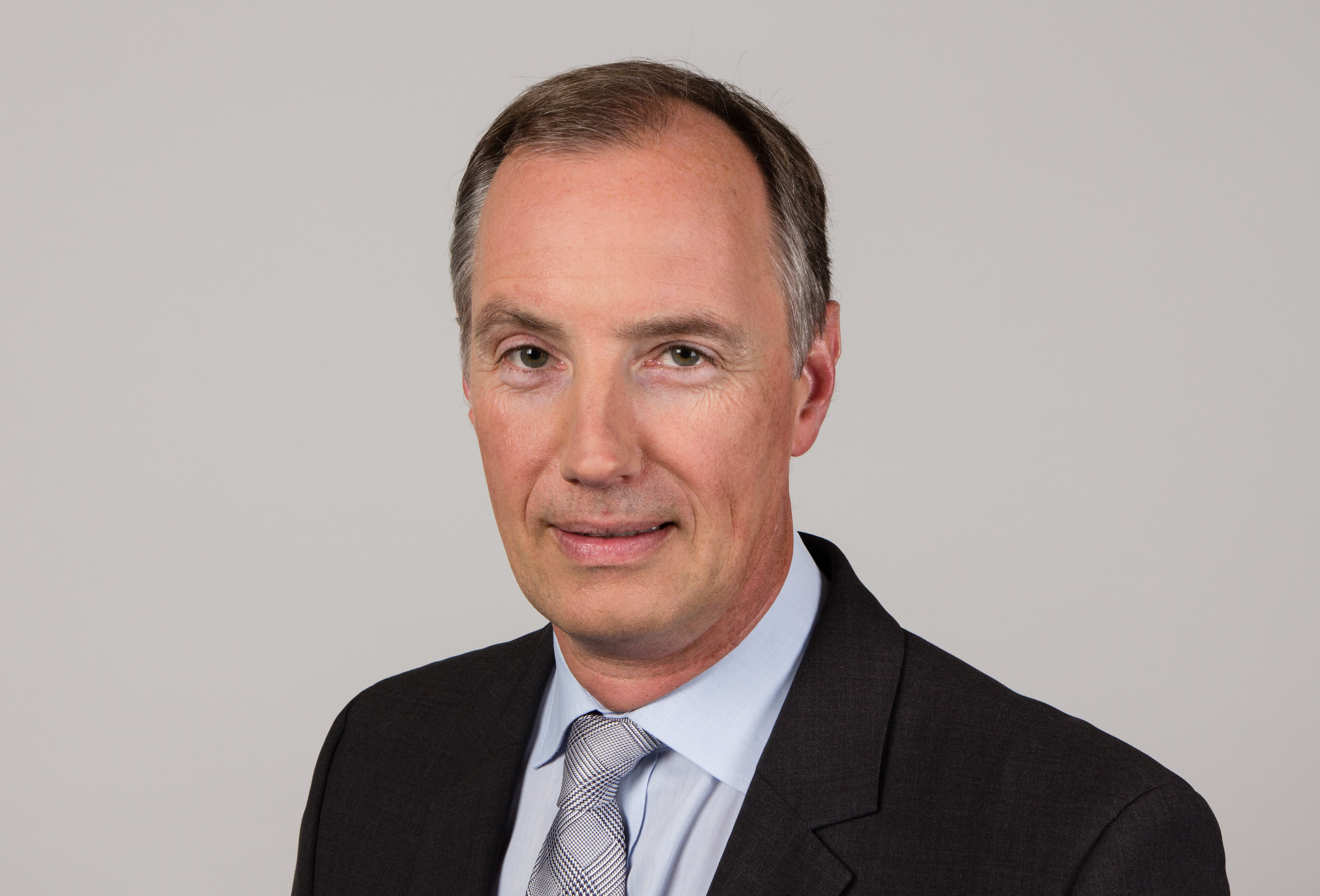
Matthias Heider (2014)

Matthias Heider (* 18. Mai 1966 in Lüdenscheid) ist ein deutscher Politiker (CDU) und Rechtsanwalt. Von 2009 bis 2021 war er Mitglied des Deutschen Bundestages für den Bundestagswahlkreis Olpe – Märkischer Kreis I. Seit Februar 2025 ist er Geschäftsführer der AIF Allianz für Industrie und Forschung.

## Leben und Beruf
Matthias Heider absolvierte sein Abitur 1985 am Zeppelin-Gymnasium Lüdenscheid. Nach dem darauf folgenden Grundwehrdienst nahm er 1986 ein rechtswissenschaftliches Studium an der Rheinischen Friedrich-Wilhelms-Universität Bonn auf. Die Zulassung als Rechtsanwalt erfolgte 1995. Danach war er bis 2005 tätig als Justiziar und Leiter der Abteilung Recht/Patente der DKR mbh. Anschließend war er bis zu seinem Einzug Rechtsanwalt und Prokurist bei der BDO AG Wirtschaftsprüfungsgesellschaft. Mit der Arbeit „Die Konzessionsverträge der Stadt Lüdenscheid über leitungsgebundene Versorgungsgüter und die Entwicklung der städtischen Versorgungsbetriebe zwischen 1856 und 1945. Zugleich ein Beitrag über den Ausbau der kommunalen Leistungsverwaltung in Preußen“ promovierte Heider 2003 an der Universität Bonn zum Dr. jur.
Matthias Heider ist katholisch, verheiratet und Vater eines Kindes. Zusammen mit seiner Familie lebt er in seiner Geburtsstadt Lüdenscheid. Außerdem ist er Mitglied im Sauerländischen Gebirgsverein und im Lüdenscheider Tennisverein von 1899 e. V.

## Partei
CDU-Mitglied ist Matthias Heider seit 1983. Er war 1985 und 1986 Vorsitzender der Jungen Union Lüdenscheid, anschließend zunächst zwei Jahre stellvertretender Vorsitzender, dann von 1988 bis 1990 Vorsitzender des JU-Kreisverbandes Mark. Von 1991 bis 1993 bekleidete Heider das Amt des stellv. Vorsitzenden der CDU Lüdenscheid. Seit 2013 ist er auch Stellvertretender Landesvorsitzender der Mittelstands- und Wirtschaftsunion (MIT). Seit 2017 ist Heider Stellvertretender Bundesvorsitzender der MIT. Er wurde außerdem zum Bezirksvorsitzenden der Mittelstands- und Wirtschaftsunion in Südwestfalen gewählt. Er gehört dem Landesvorstand der CDU Nordrhein-Westfalen an und seit 2014 dem Vorstand der CDU/CSU-Bundestagsfraktion. Zudem ist er Co-Vorsitzender der Kommission Wirtschaft, Handel, Gastgewerbe, Handwerk.

## Abgeordneter
Bei der Bundestagswahl 2009 konnte Matthias Heider als Nachfolger von Hartmut Schauerte das Direktmandat im Bundestagswahlkreis Olpe – Märkischer Kreis I gewinnen. Er setzte sich mit 47,4 % der Erststimmen gegen die SPD-Kandidatin Petra Crone durch. Bei der Bundestagswahl 2013 konnte er 51,7 % der Erststimmen gewinnen und zog somit erneut in den Bundestag ein. 2017 erreichte Matthias Heider 47,9 % der Erststimmen und zog somit erneut als direkt gewählter Abgeordneter in den Bundestag ein.
Im Bundestag war Heider Stellvertretender Vorsitzender des Ausschusses für Wirtschaft und Energie. Für die CDU/CSU-Bundestagsfraktion war er als Berichterstatter für das Kartell- und Wettbewerbsrecht zuständig. An der letzten Novellierung des Kartellrechts im Frühjahr 2017 (9. GWB Novelle) war er maßgeblich beteiligt. Von 2018 bis 2019 war Heider beratendes Mitglied der Kommission Wettbewerbsrecht 4.0 des Bundesministeriums für Wirtschaft und Energie. Weiterhin war er stellvertretendes Mitglied im Ausschuss für die Angelegenheiten der Europäischen Union und im Gemeinsamen Ausschuss. Außerdem war Matthias Heider ab der 19. Wahlperiode Vorsitzender der Parlamentariergruppe USA.
Im Oktober 2020 kündigte er an, bei der Wahl zum 20. Deutschen Bundestag nicht erneut kandidieren zu wollen.

## Tätigkeiten ab 2021
Nach seiner Zeit als Bundestagsabgeordneter arbeitete Heider als Rechtsanwalt und als Of Counsel der BDO Legal Rechtsanwaltsgesellschaft in Düsseldorf und Berlin. Seit Februar 2025 ist er Geschäftsführer der AIF Allianz für Industrie und Forschung, eines mittelständisch geprägten Dachverbandes von industrienahen Forschungsvereinigungen.